# Cephalocereus novus
Cephalocereus novus es una especie de planta suculenta perteneciente al género Cephalocereus, dentro de la familia Cactaceae. Es endémica del suroeste de México, concretamente del estado de Oaxaca.

## Descripción
Cephalocereus novus es una especie de cactus columnar, de tallos verdes y erguidos. Las flores son de tamaño mediano y nacen en una estructura lanosa llamada pseudocefalio. Se abren por la noche y la copa floral y el tubo floral están cubiertos de pequeñas escamas.
Los frutos tienen forma de huevo y están cubiertos por escamas pequeñas y lana. En su interior encontramos semillas negras y lisas con forma de pera.

## Distribución y hábitat
El área de distribución nativa de esta especie es el suroeste de México (concretamente en el estado de Oaxaca) y crece principalmente en biomas desérticos o de matorrales secos.

## Taxonomía
La primera descripción de esta especie fue como Carnegiea nova, publicada en 1992 por el botánico británico Paul V. Heath en la revista científica Calyx. Sutton under Whitestone Cliffe 109.
Más tarde, el botánico Maarten H.J.van der Meer trasladó la especie al género Cephalocereus, por lo que pasó a llamarse Cephalocereus novus. Registraron estos cambios en la revista científica Cactologia Phantastica 2022 (2)-1: 1, publicada en 2022.
Etimología
- Cephalocereus: nombre genérico que deriva de la palabra griega kephalē (que significa 'cabeza', en alusión a la estructura lanosa llamada cefalio donde nacen sus flores), y la palabra latina cereus (que se traduce como 'vela' o 'cirio'), haciendo alusión a su forma alargada perfectamente recta. También puede hacer referencia al género Cereus, por lo que se traduciría como 'cereus con cabeza o cefalio'.[3]
- novus: epíteto específico que deriva del latín y que significa 'nuevo', haciendo referencia a que es una nueva especie de Cephalocereus.[4]

## Usos
Se cultiva principalmente como planta ornamental y su propagación se realiza normalmente a través de esquejes o semillas.